# 花田苑
花田苑（はなたえん）は、埼玉県越谷市の庭園。

## 概要

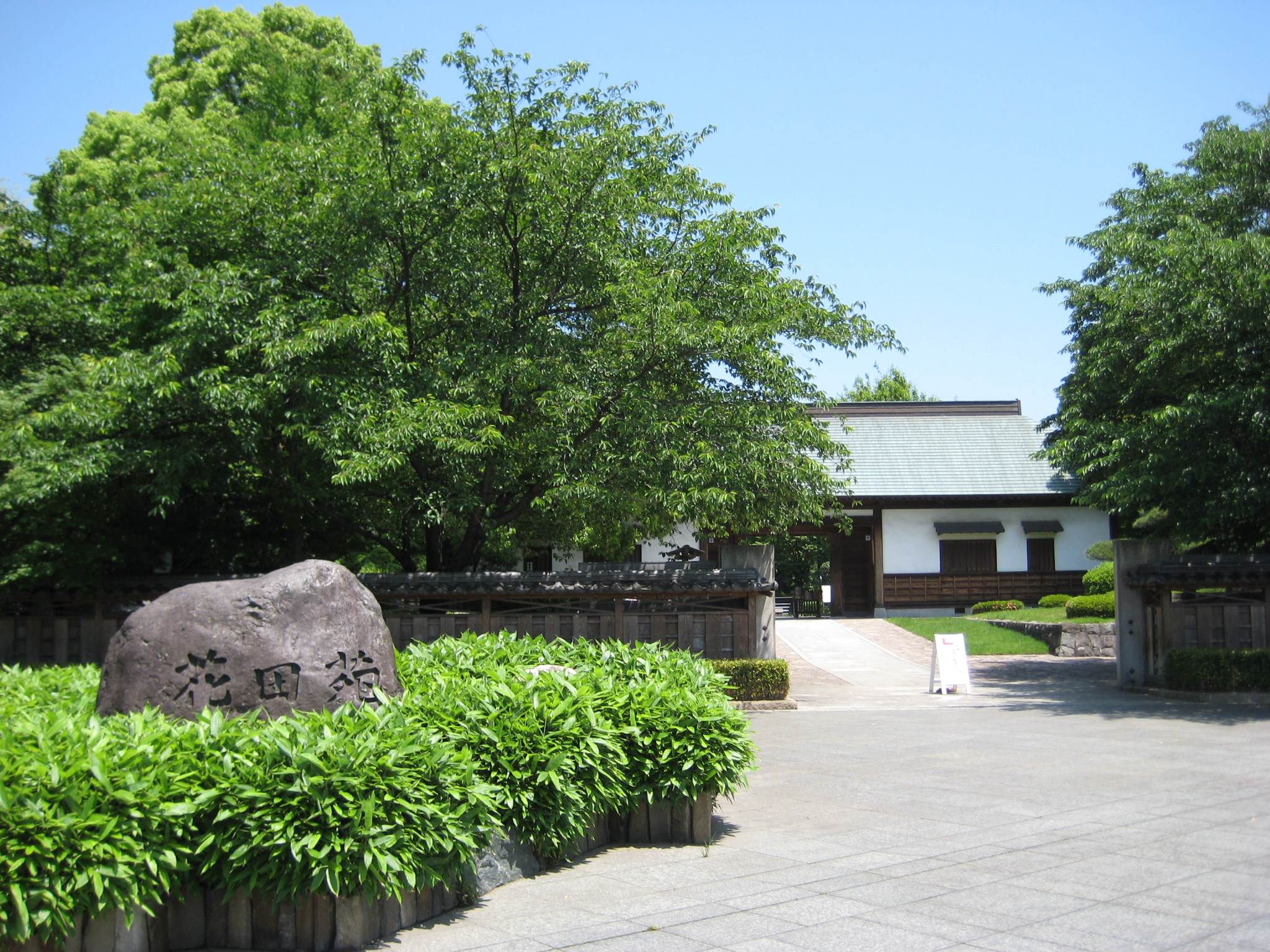
花田苑

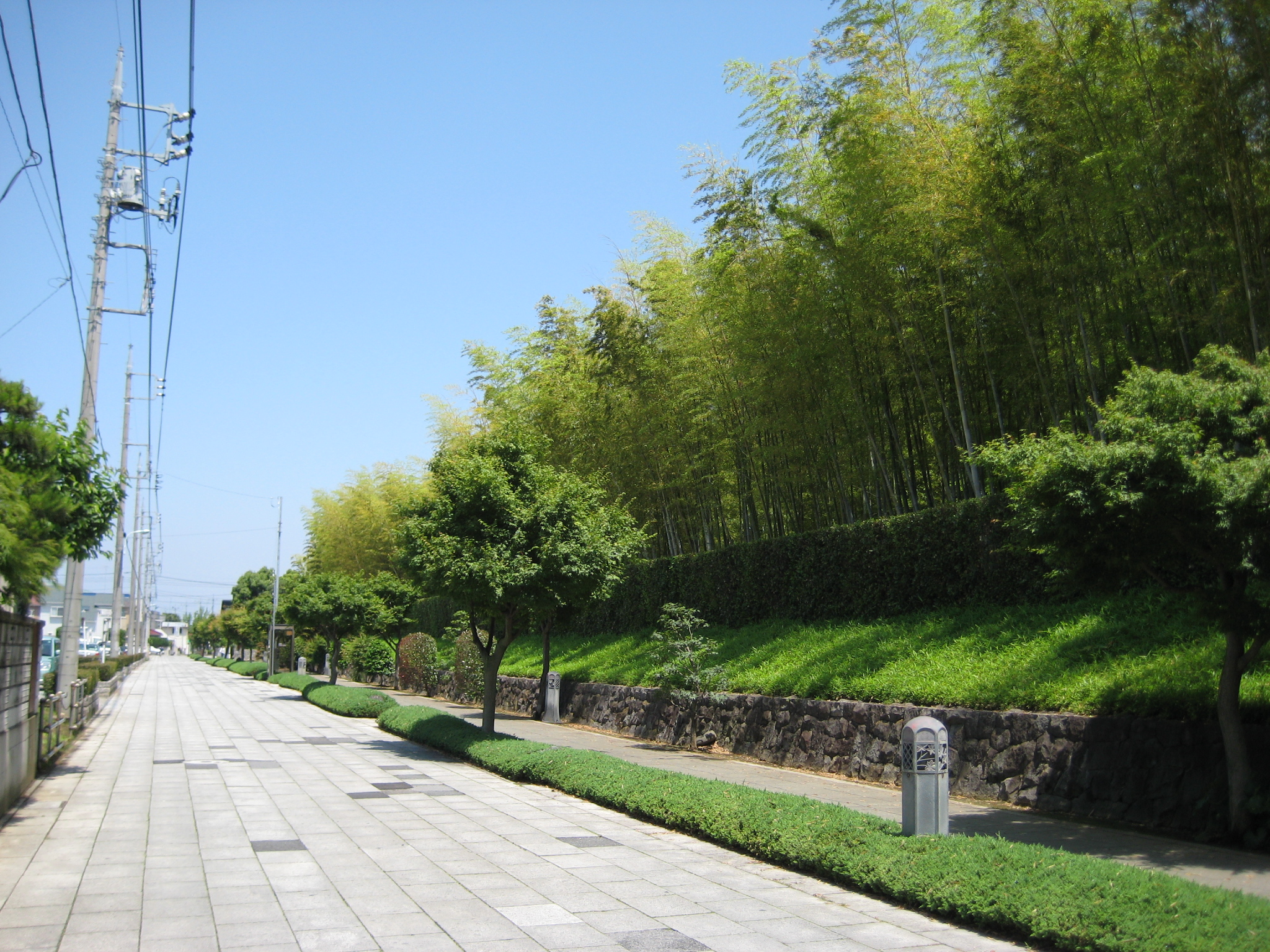
西側

廻遊式池泉庭園。正門として市内にあった割役名主宇田家屋敷の長屋門が復元されている。敷地内には茶室がある。隣接地にはこしがや能楽堂が所在する。
かつては畑地であったが、土地区画整理事業と連動して計画が持ち上がり、1988年（昭和63年）度から1990年（平成2年）度にかけて整備された。14,000本の樹木が植えられている。
花田苑は都市公園として建設された公共事業でもあるが、日本庭園である件については、日本の都市計画界の大家であった石川栄耀最後の弟子で、庭園竣工時は越谷市長をつとめた島村慎市郎の著『都市の経営 あの手この手』（技報堂、2000年）によると、島村は都市公園がヨーロッパ調でなければならないことに疑問を感じており、日本ならではの独特な公園をそれが日本庭園であっても何ら不思議ではないのではないかとして、当時の建設省の理解のもとで国庫補助事業として採択でき、完成させることが可能となったとしている。
島村の前掲書によると、こうした日本庭園は市町村立の都市公園では初とされる。
また日本庭園について島村は、当時にあってこれを個人邸宅の庭として維持することについては、その思いはあっても非常に困難を伴うとし、それは建設費と維持管理費の他に相続の対象となることもあって、日本庭園を造ろうとは誰も思わず、さらに植木職人にこうした状況を尋ねても、そのたぐいのしごとがないと半ばあきらめがあり、これでは日本庭園を育てる技能継承の面、技能を磨き発揮するという機会が限られるとした。そして、こうした伝統が消滅危機を迎える状況についても、技能を残し継承する責務を行政は負っているのであるとの見解をもっていたのである。
作庭は中島健と、彼が率いる綜合庭園研究室が担当していることはわかっているが、中島は花田苑についてインタビュー記事のたぐいから雑誌や書籍の掲載、論文などとして文章で書き残したものはなく、したがって作庭経緯や設計意図等は今となっては不明となっている。

## 空間構成
戸田芳樹は自著『昭和の名庭園を歩く―作庭のおもいとかたちを紐解く―（マルモ出版、2019年）で、廻遊式庭園の楽しみである様々な景観の変化を分析し解説している。この庭園の見どころとして大きく広がる水面と、そこに注ぎ込む滝や流れで構成された景観とみている。この庭は池の姿は古式に則り東西方向を長くとり、岬や護岸に曲線を用いて複雑な景観を連続させて奥行き感を強調、ひとつの池を中島や半島で視覚的に分節化し、中央の池は大きく、西部を中規模、東部は小規模の水面を見え隠れさせ、多様的な水景観を演出、大木橋や大きな水面に接する空間では石橋、八つ橋、菖蒲田などの小振りな施設を設け、ヒューマンスケールを生み出す工夫をしているとしている。 

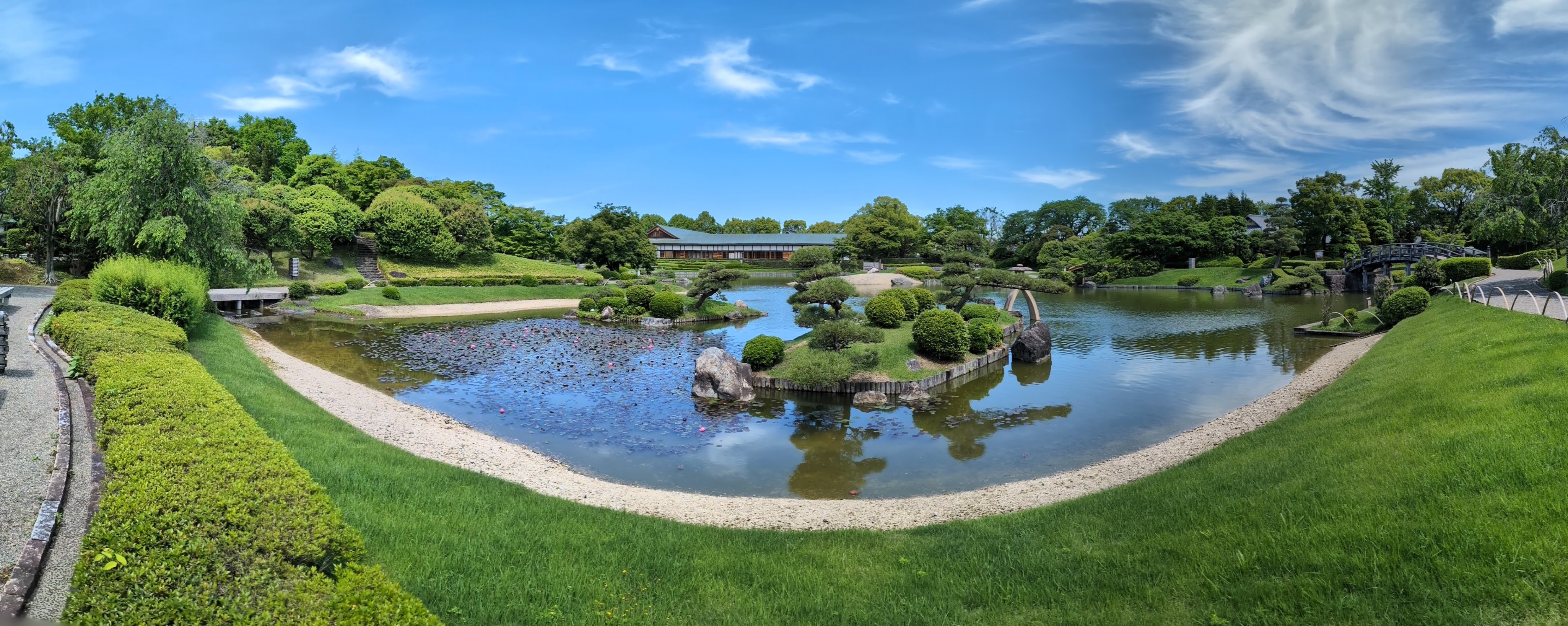
廻遊式池泉庭園パノラマ(1)
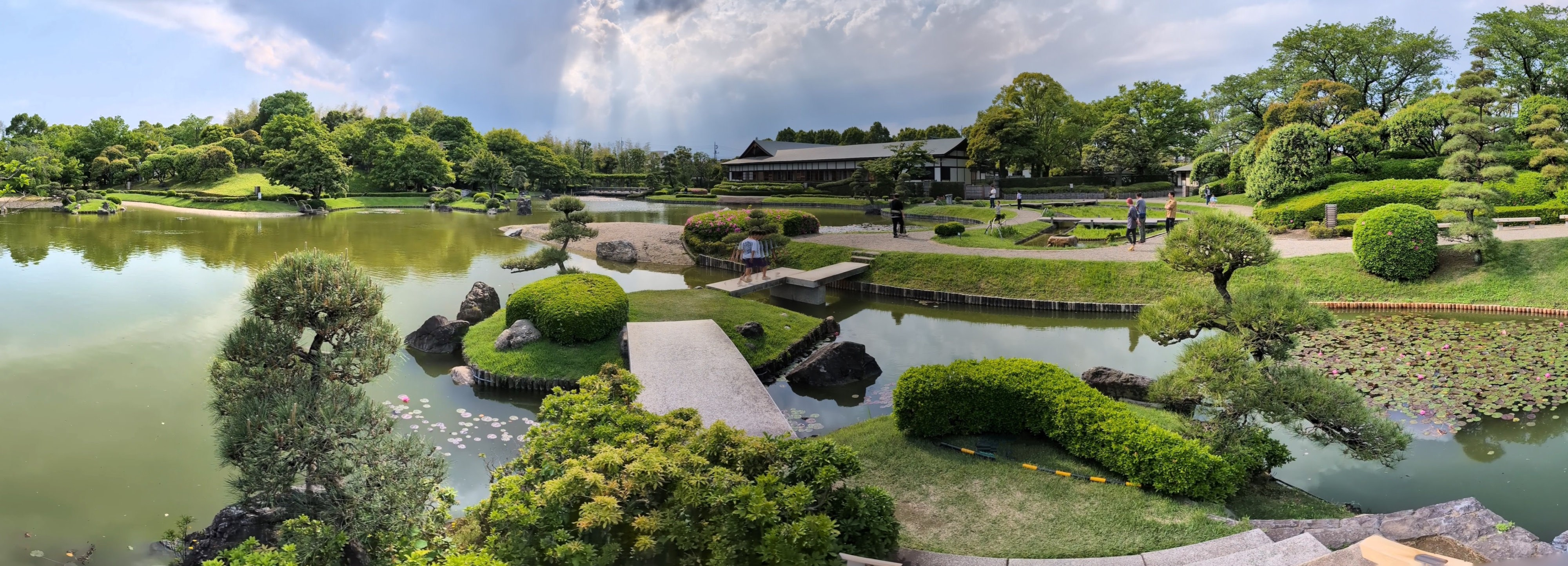
廻遊式池泉庭園パノラマ(2)

そして庭園を鑑賞するのに、作者が意図した庭園全体の骨格を理解すべきとし、その手段としていろいろな視点場眺望からランドマークを発見して結んでいけば、デザインの意図が理解でき、作庭者との会語も可能であるとしている。例として桂離宮を挙げ、離宮は明確な骨格で構成されており、それらを紐解くことで複雑な造形美も理解できるとしている。そこで、花田苑を構成する骨格を点と線でみると、庭園の最も重要な見通し線は南西部から東部に向かう庭園の骨格軸で、長い対角線を使い奥行きを強調して庭園を広く見せていること、2番目に重要な軸は庭園の最高地に立つ四阿からの眺望とし、池に突き出す洲浜に向かう白洲の軸と、茶室に向かう軸、大木橋に向かう軸の3本を挙げ、各々が見る見られるの関係性を持って、空間や施設としての存在感を示しているとしている。さらに小さな軸は入口の長屋門から築山に向かう軸、中島の間を抜け石橋に至る軸、大本橋から茶室に向かう軸、舟舎から琴柱形灯篭に向かう軸、休憩広場から滝石組に向かう軸、船着場から琴柱形灯篭に向かう軸などで構成しているとしている。 

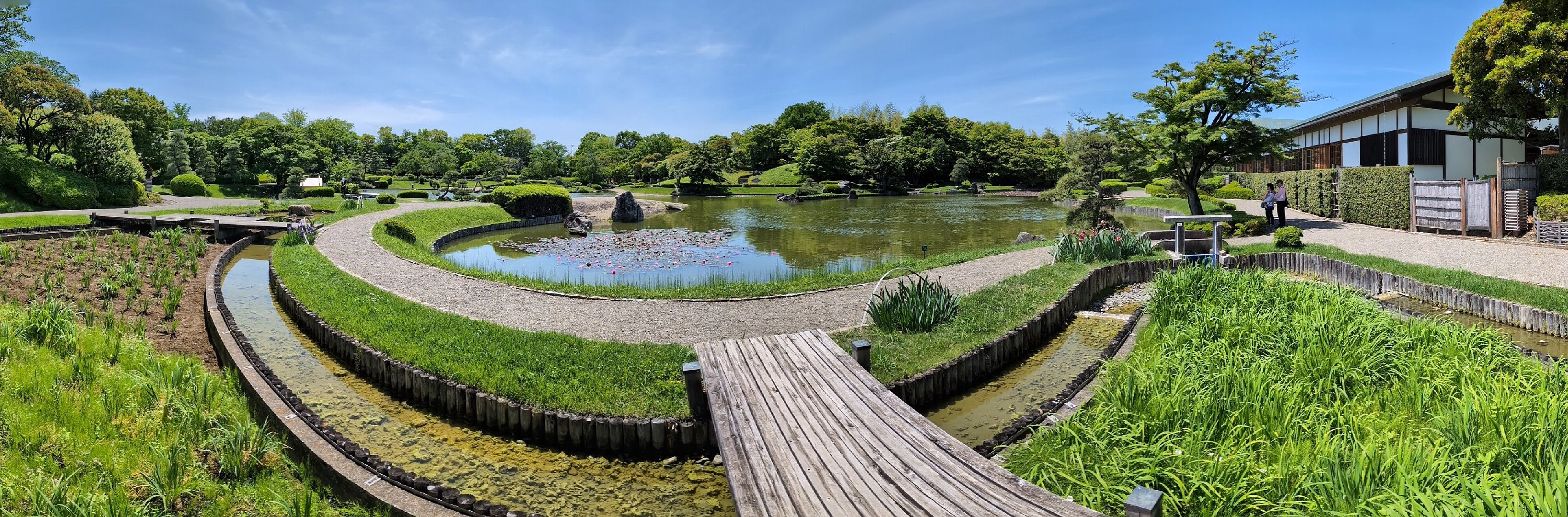
アイリスのエリア
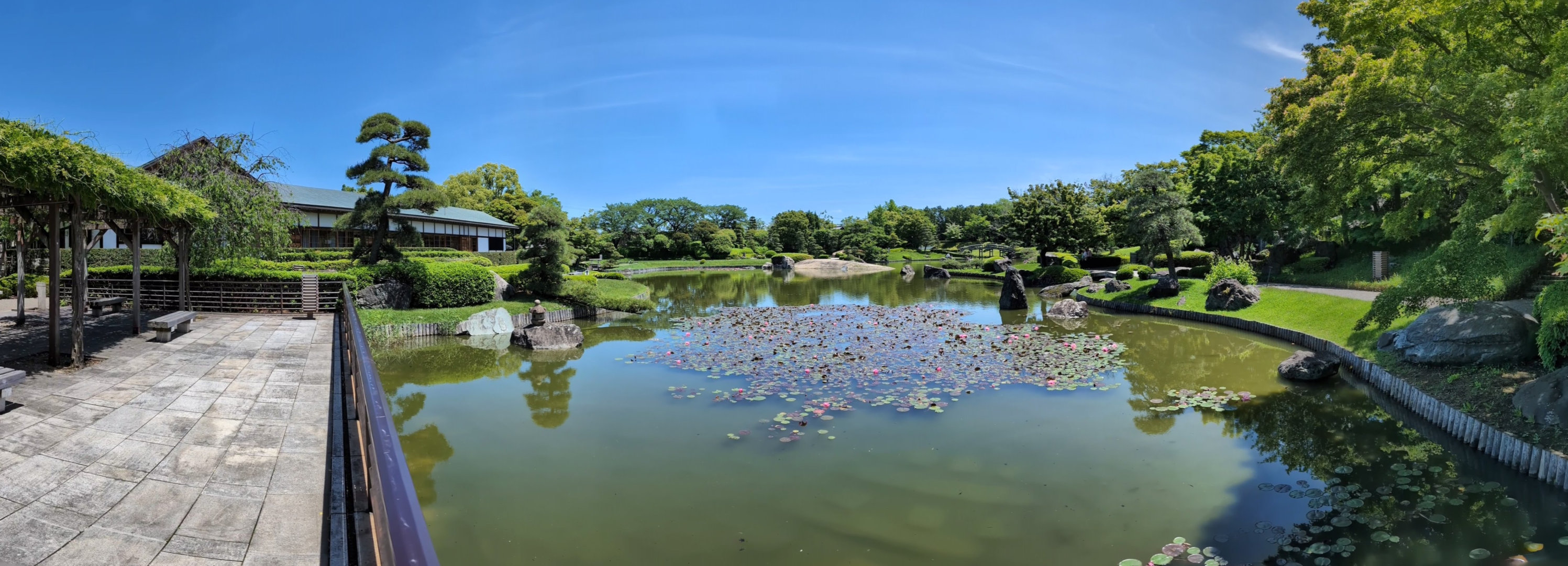
左手に藤棚

庭園施設については、池の景を構成する護岸は石組というよりは石を単体で置いただけで、古庭園の風雅さは感じられず物足りなさが残るが、この大スケールの池に大量の石を使わなかったのは妥当な判断だったとし、それを補うために洲浜を多用して、汀の接地面をすっきりとモダンな景観に作り上げ、新しいデザインを常に提案し続けた中島の一端をこのデザインで見ることとなったという。

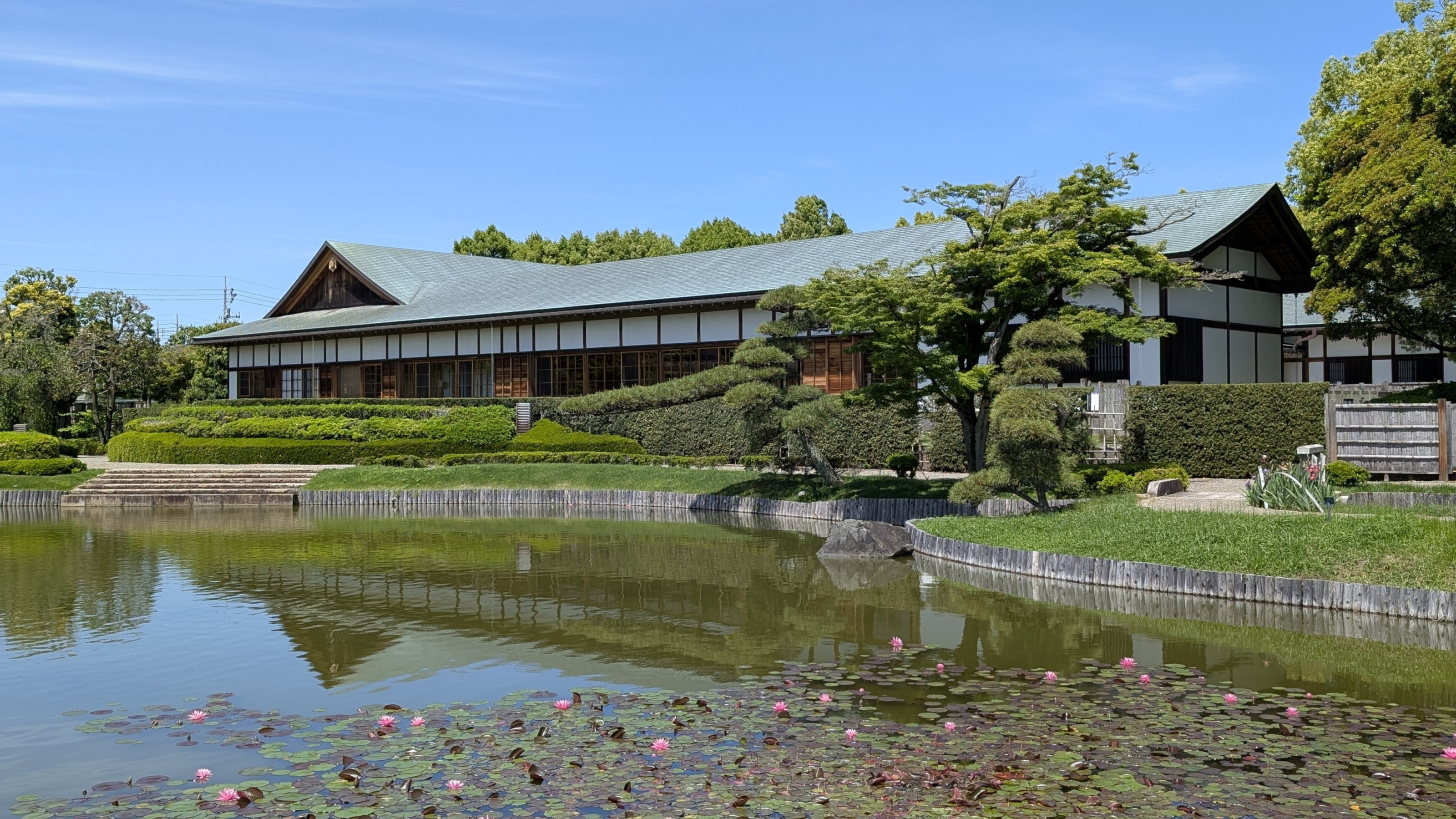
隣接する「こしがや能楽堂」

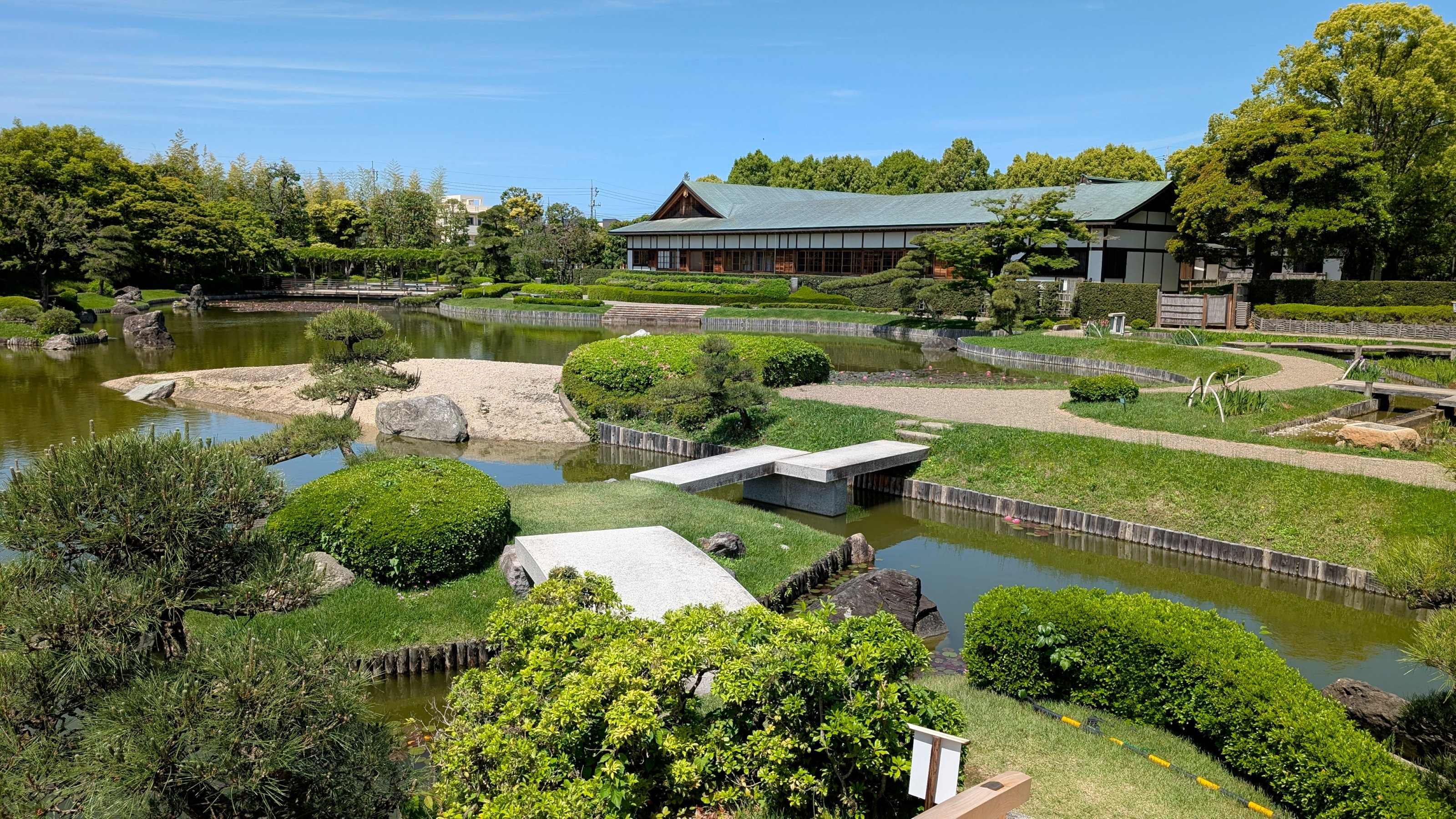
石橋組み合わせ

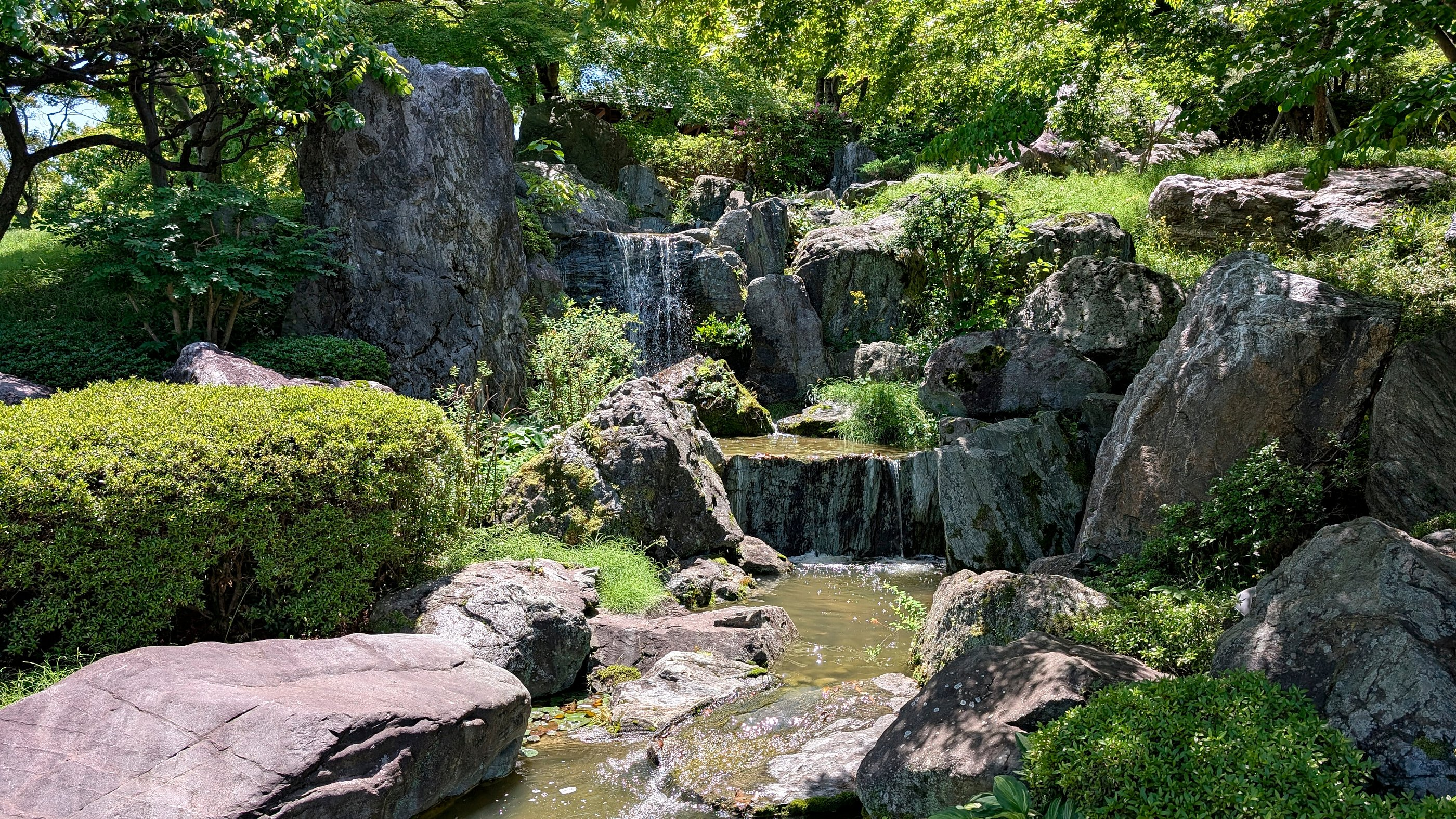
四阿のある頂から落水する滝

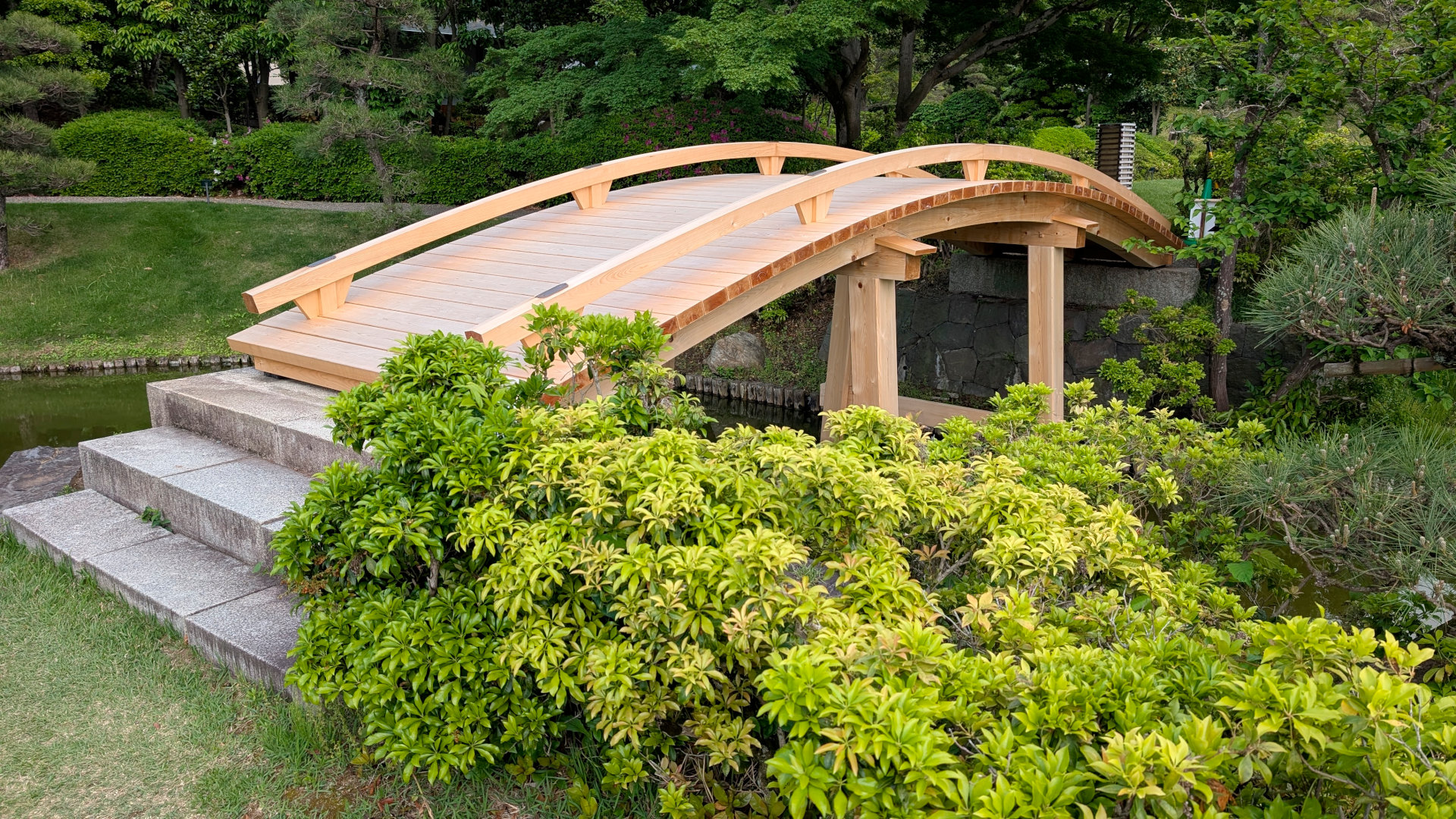
太鼓橋(二本の内の一つ)

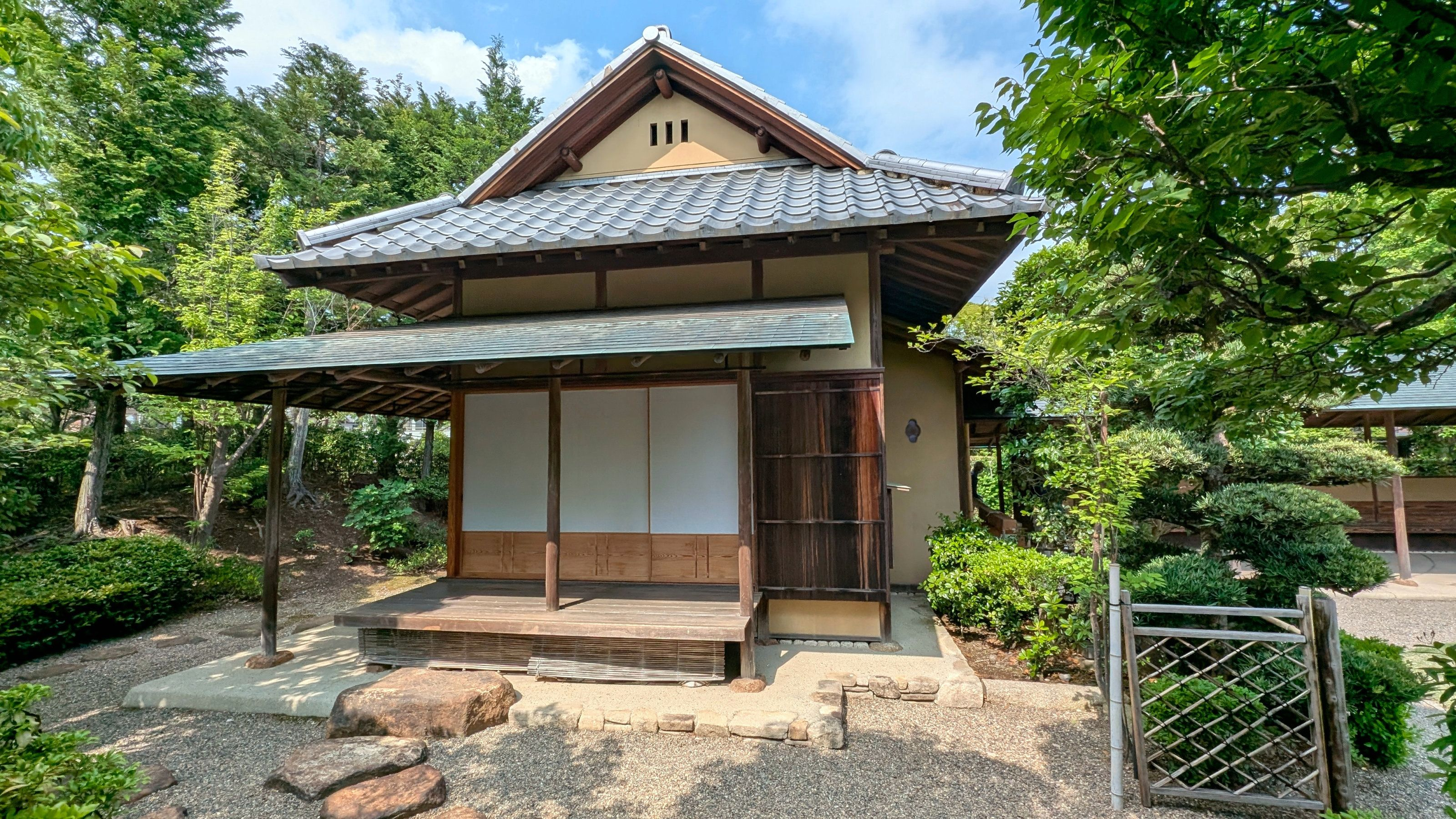
茶室(有料施設)

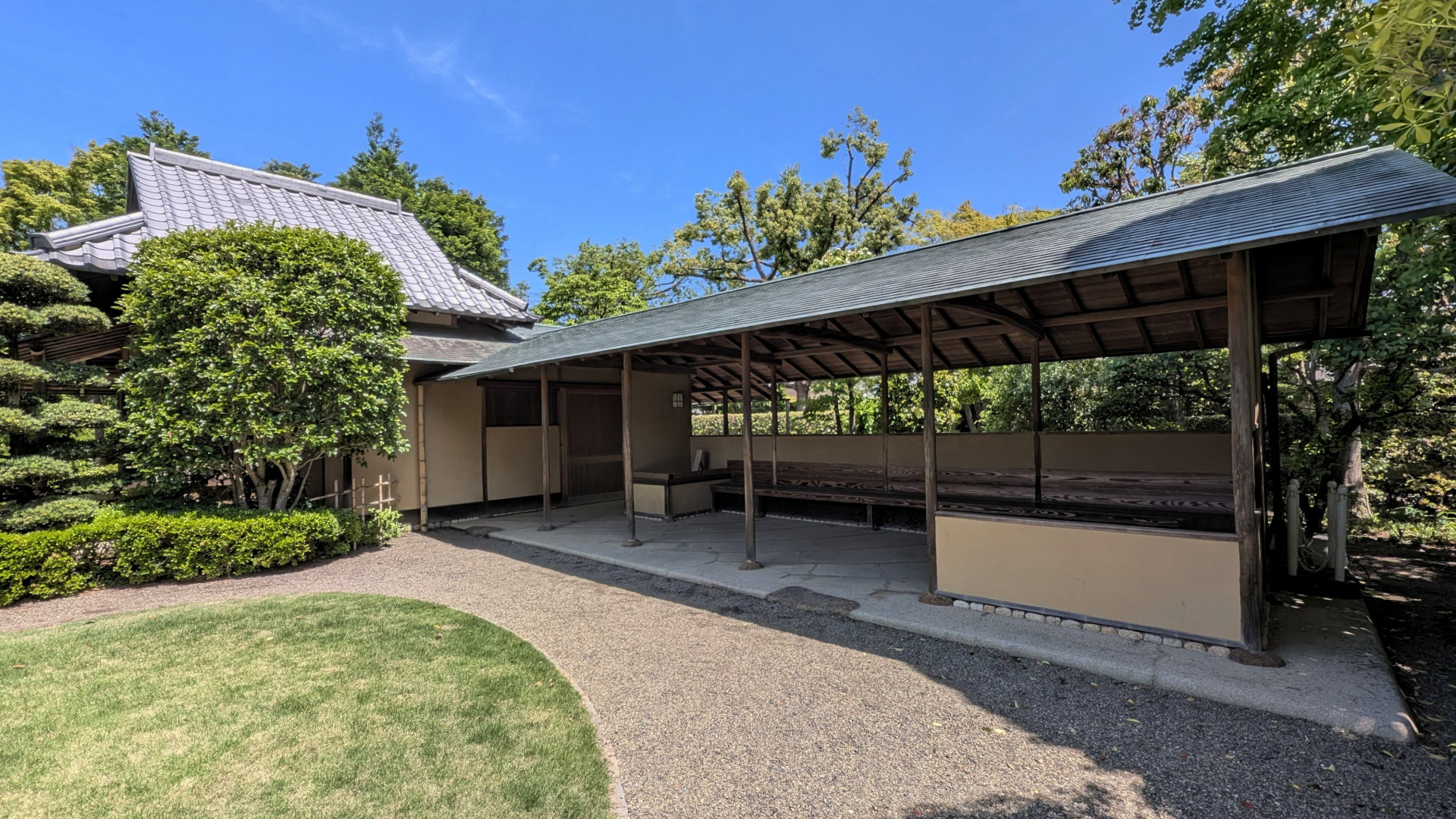
茶室と四阿

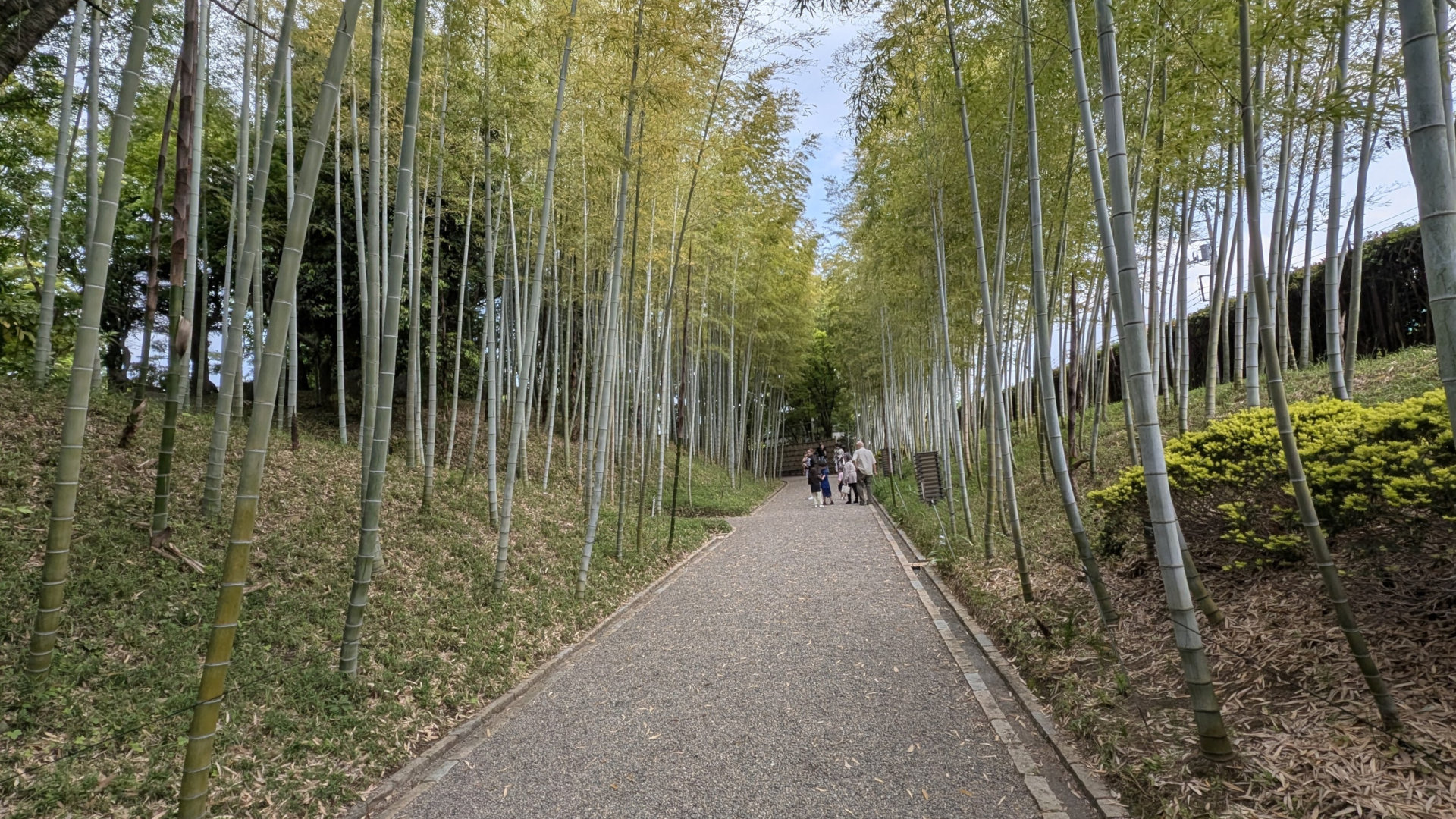
入口(出口)近くの竹林

入口のデザインで特質されるのが長屋門から入った正面の小さな池と築山との関係とし、ここで庭園全景を直接見せず、小さな池とそこに注ぎ込む流れの水音で背後の大水面を暗示させているという。さらに流れに治った園路は鑑質者を次のシーンに誘うシークエンスを演出し、庭園導入部に相応しいとみる。そしてこの手法は地形のアンジュレーションや音の効果を使い、次の空間に期待を持たせるという日本庭園の優れたデザインを展開したものとしている。 
戸田は、花田宛の特色は日本各地の庭園を「これぞ日本庭園」と、まるで歌舞伎の見せ場の様に点在させている特色つまり本歌取、いいとこどりがあるという。観客は有名庭園の意匠が見え隠れするさまを園路を巡りながら、名場面を観劇している様に楽しめ、庭園のおもしろさが倍加するとしている。
廻遊式庭園の廻り方はシークエンスの演出上、どちらから歩き始めるかが重要なポイントとし、実際花田苑の小広場口から左手の坂道を進めば滝の裏側を通り、築山の頂上に導かれるのはすぐ想像できるし、気の早い人は直ぐ遭遇する山に登りたがるだろうが、一方でじっくりと右手の平坦な道路を進めば、直ぐに幅広い直線の路と、橋が見える曲線の路に分かれ、それに従って橋を渡り、少し進むと視界が大きく開け、水面が眼に飛び込み、手前にある落葉樹2本が柔らかなフレーミングを作り、視線が下方の水面に吸い寄せられる、とてもうまい構成をしているという。
また、大木橋とは別に木橋や石橋が3本架かり、振りかえればはるかかなたの大木橋で視界に入った橋づくしの景観となっており、橋をここまで重ねて見られる日本庭園は珍しいという。特に中島に渡る反橋は視点が上下に変化して景観的に優れているとしている。
そして休息広場が絶景ポイントとなり、ここでは花田苑を代表する主要施設の多くが見られ、まるで庭園カタログのような観賞スペースになっているとしている。
戸田の前掲書では、本歌取りを感じさせるデザイン手法例として、つぎのとおり12例に整理して挙げている。
1. 視線の受け止めと誘導 : 門から入り、小広場の正面の築山で背後に潜む庭園の主景を隠し、期待感を膨らませる手法は小石川後楽園の水道橋側正面の手法と似ており、ここでも築山が背後の池を隠している。その築山に向かって左手が急で、右手がなだらかな斜面となっており、自然に右方向に視線が流れて、誘導させている。それに素直に従い、歩を進めると園の美しい前庭が目前に広がる様を演出している。
2. アンジュレーションのダイナミックな演出 : 庭園築山の山頂には四阿があり、その斜面のコクマザサの意匠は、小石川後樂園の小慮山と同様で、ここで小慮山を柔らかく表現している。
3. ユニークな形体物によるランドマーク : 金沢の兼六園から引用した琴柱形灯篭を地中に設けている。
4. 用と景を両立させた美しい施設 : 園路の先方に高松の栗林公園を模した大木橋が見える様子。
5. 水と陸、接点のデザイン : 水際は京都の仙洞御所のようななだらかな、原風景の洲浜を用い、いきなりサービス満点のお出迎えに直面することとなる。
6. リズミカルな面白さの表現 : 休息広場から東側に下ったところにある自然風の流れは、京都の無隣庵の穏やかな流れを引用しているように見え、流れには小川治兵衛が作庭した京都の平安神宮と同様な飛び石がある。ただし戸田はこの二筋の飛び石が距離感もなくごちゃごちゃして見え、のびやかな作風の中島らしくないのが残念であるとしている。
7. アクセントとしての直線 : 大木橋を渡ると茶室が近くなり、その足元は直線の切石護岸と舟舎が置かれるが、桂離宮の笑意軒前の池にそっくりな意匠。そして橋を渡り茶室に向かい、待合いを大きくした休憩舎から前方にむかう景観は樹木で視野を絞り、手前の内庭的な設えを強調し、茶室は縁台を設けて外部との関係を密に、足元の舗装共々モダンな雰囲気を醸し出している。
8. 視線の左右への変化 : 菖蒲田には、平安神宮や小石川後楽園で見られる八つ橋を設け、興趣尽きない空間としている。
9. ワンポイントでスケール感を創出 : 八つ橋を進み振り返ると庭園の絶景が望める。長く延びた白洲と背後の灯篭、その奥の樹林地が明るく穏やかな花田苑らしさを表現、まさに自分が日本庭園の中にいるのだという気持ちにさせる。敷地西端のバーゴラ広場は景観軸の重要な視点場であり、ダイナミックな景観に接することができるし、広場手前の池中に日本庭園でよく使われ、桂離宮などにある岬燈籠を置いており、この小振りな燈籠が奥深い景観をさらに遠近感をつけて効果的に扱う。ただし、水面近くに置かなければ本来の意味が乏しくなる。
10. 単一な材料によるデザインの洗練化 : 庭園周囲に設置した管理道路が離宮の馬場の雰囲気と京都嵯峨野の竹林表現を重ねており、モダンデザインの見所である。
11. 水平と垂直のコンポジション : 山頂の四阿のある頂から落水する滝を見るポイントのひとつが橋であるが、遠くから眺めれば京都天龍寺の滝と橋の組合せに似ていることがわかるし、四阿から白洲に向かう軸、茶室に向かう軸、大木橋に向かう軸を認識でき、大バノラマの景観が俯瞰できる。近くにはコクマザサを均一に設えたゆるやかな斜面と落葉樹があり、遠景のデザインを引き立たせており、庭園の最後に訪れる場に相応しい感動的な展望台として達成感も感じられる。また滝石組みと石橋で景を深く見せている。
12. フレームによる風景の顕在化 : さらに四阿を通して山上の滝が目に入る。カ強い滝と流れが四阿のフレーミングにはまる姿は東京の六義園のように美しい。ただし、山頂に流れがある違和感は拭いがたく、どうも落ち着かないとしている。

花田苑は日本各地の古庭園にある名所を引用した庭園であることがよく分かるだけでなく、有名な庭園の意匠との出会いは想像力を刺激し、全国を巡ったような愉快な気分になり大いに楽しめるとしているが、このサービス精神の旺盛さは中島の知識の広さと深さ、デザインの柔軟さ、優しい人柄から生まれたものであるとしている。そして、高所から里に下る園路構成は自然なシークエンスで気持ちよく、静けさとの出会いを堪能できるとしている。
樹木に関してはシダレザクラ、ソメイヨシノ、イロハモミジ、ケヤキなどで花と紅葉で庭園の見せ場を作っているとし、また池に近い場所では仕立てたクロマツを、周囲には自然樹形のアカマツを配し、越谷地域の風土を考慮した樹種選定もなされているとしている。
ここに佇むと雄大な景観と同時に細やかな空間も楽しめ、そして過去の庭園とも遭遇する時空を超えた体験もでき、何よりも穏やかな気持ちになるこの気持ちこそ、作者中島健の世界の神髄としている。 

## データ
- 所在地 - 埼玉県越谷市花田6-2
- 入園料 - 100円
- 設計者 - 中島健 (造園家)
- 開園日 - 平成3年10月1日[5]
- 設置目的 - 市民が気軽に散策や休息ができる「我が家の庭」として、また失いつつある日本の伝統技法を用いた特色ある公園として設置[5]
- 公園種別 - 近隣公園[5]
- 公園面積 - 21,290平方メートル[5]
- 庭園形式 - 廻遊式池泉庭園[5]
- 設置施設概要
  - 園路/広場 - 豆砂利園路、木橋、石橋、飛石、延段[5]、竹林
  - 休養施設 - 四阿(13.48 平方メートル)、藤棚、茶室(59.36 平方メートル)、ベンチ[5]
  - 便益施設 - 便所(47.41 平方メートル)、くず入れ、水飲み[5]
  - 管理施設 - 長屋門(66.25 平方メートル)、管理棟(39.44 平方メートル)､塀､照明[5]
  - 修景施設 - 池(面積約 4,000 平方メートル､水深 50センチメートル～100センチメートル､貯水量2,840トン)、水路(幅員 2～3メートル 延長 170メートル)、景石(約 580トン使用)、灯篭､舟舎､州浜、案内板 ほか[5]
- 植栽 - 高木(1,218 本)、中低木(2,205 平方メートル)、松(106 本)、笹類(1,485 平方メートル)、生垣(540 平方メートル)、芝(2,460 平方メートル)、ほか株物及び地被類等(18,738 平方メートル) [5]

## アクセス
- 東武スカイツリーライン『越谷駅』 越谷駅東口4番バスのりば
- 東武スカイツリーライン『新越谷駅』・JR武蔵野線『南越谷駅』

　　　南越谷駅北口1番バスのりば
- こしがや能楽堂・花田苑共同駐車場